# Te Deum (Charpentier)
Te Deum, (H 146) en re major, és un motet polifònic compost per Marc-Antoine Charpentier probablement entre 1688 i 1698, durant la seva estada a l'església jesuïta de Saint-Louis en París, on va ocupar el càrrec de director musical. L'obra està escrita per a un grup de solistes, cor i acompanyament instrumental.

## L'obra
Charpentier va escriure fins a sis configuracions diferents per al seu Te Deum encara que només se'n conserven quatre. Es creu que la composició es va interpretar durant els festeigs de celebració de la victòria en la batalla de Steinkeerke l'agost de 1692. El preludi de l'obra és bastant conegut, ja que és la sintonia de la Unió Europea de Radiodifusió. Aquest tema també va ser usat en la introducció de la pel·lícula L'olimpíada de Bud Greenspan.

## Estructura
L'obra consta de les següents parts:
- Prélude
- Te Deum laudamus
- Te aeternum Patrem
- Pleni sunt coeli et terra
- Te per orbem terrarum
- Tu devicto mortis aculeo
- Te ergo quaesumus
- Aeterna fac sum Sanctis tuis
- Dignare, Domine
- Fiat misericordia tua
- In te, Domine, speravi

Charpentier considerava la tonalitat de re major com a "brillant i molt marcial". La introducció instrumental, composta en forma de rondó, precedeix el primer vers, a càrrec del baix solista. El cor i la resta de solistes van incorporant-se gradualment. Charpentier aparentment va intentar orquestrar l'obra d'acord amb l'exegesi tradicional del text en llatí. El cor, per tant, predomina en la primera part (versos 1-10, lloança a Déu, dimensió celestial), i els solistes individuals en la segona part (versos 10-20, secció Cristológica, dimensió seglar). En les següents mofetes, 21-25, s'alternen tant els solistes com el cor, i el vers final és una fuga a gran escala escrita per al cor, amb un petit trio enmig.

## Orquestració
La composició està orquestrada per a vuit solistes i cor, acompanyats de conjunt instrumental d'un violí, dues violes, contrabaix, flauta, oboè, i fagot. El baix continu es deixa a càrrec d'un orgue i pot usar-se de suport una viola da gamba.